# Kujavsko-pomorjansko vojvodstvo
Kujavsko-pomorjansko vojvodstvo (poljsko Województwo Kujawsko-Pomorskie) je ena izmed upravnih regij oziroma vojvodstev v osrednjem delu Poljske. Njeni glavni mesti sta Bidgošč (sedež vojvode) in Torunj (sedež vojvodskega zbora). Vojvodstvo je bilo ustanovljeno 1. januarja 1999 iz ozemelj poprejšnjih vojvodstev Bydgoszcz, Torunj in Włocławek, in sicer po aktu o reorganizaciji lokalnih uprav leta 1998. Ime vojvodstva se navezuje na imeni dveh zgodovinskih regij, Pomorjanske in Kujavske.
Večja mesta v vojvodstvu so Bidgošč (367.700 prebivalcev), Torunj (208.100 prebivalcev), Włocławek (123.600 prebivalcev), Grudziądz (102.700 prebivalcev), Inowrocław (79.500 prebivalcev), Brodnica (28.200 prebivalcev), Świecie (27.400 prebivalcev), Chełmno (21.800 prebivalcev), Nakło nad Notecią (20.100 prebivalcev) in Mogilno (13.000 prebivalcev). Število prebivalcev velja za leto 2003.